# روشت كوتشك (بناجوي الشمالي)
روشت کوتشك (بالفارسية: روشت کوچک) هي مستوطنة تقع في إيران في قسم بناجوي الشمالي الريفي. يقدر عدد سكانها بـ 1,492 نسمة .